# TRS 3
TRS 3 (Tetrahedron Research Satellite 3), também denominado de ERS 6, foi um satélite artificial estadunidense lançado em 9 de maio de 1963 por meio de um foguete Atlas-Agena B a partir da Base da Força Aérea de Vandenberg.

## Características
O TRS 3 foi o terceiro membro de sucesso da família de satélites ERS (Environmental Research Satellites), pequenos satélites lançados como carga secundária junto com satélites maiores para fazer testes de tecnologia e estudos do ambiente espacial. O TRS 3 foi lançado junto com outros satélites no mesmo foguete, incluindo o TRS 2. Ele levava um único experimento a bordo, idêntico ao do TRS 2, que consistia em 132 células solares em diferentes configurações para investigar os efeitos que o espaço tinha nelas, mas também foi usado para estudar os efeitos da pressão da radiação solar na órbita do satélite.